# Kokubu
Kokubu (国分市 -shi) é uma cidade japonesa localizada na província de Kagoshima.
Em 2003, a cidade tinha uma população estimada em 55 237 habitantes e uma densidade populacional de 450,88 h/km². Tem uma área total de 122,51 km².
Recebeu o estatuto de cidade a 1 de Fevereiro de 1955.